# Primera División de Venezuela 2016
La temporada 2016 de la Primera División de Venezuela fue la 60ª edición de la Primera División de Venezuela desde su creación en 1957. El torneo lo organizó la FVF y la Asociación de clubes del fútbol venezolano.
Un total de 20 equipos participaron en la competición, incluyendo 18 equipos de la temporada anterior y 2 que ascendieron de la Adecuación 2015 de la Segunda División.
Debido al cambio que sufre la liga de calendario europeo a calendario anual esta fue la única temporada en que la Copa Venezuela fue a final de temporada. 
La temporada arrancó el 28 de enero de 2016 con el Torneo Apertura y culminó el 11 de diciembre de 2016 con el Torneo Clausura.
En esta temporada tuvo la transmisión del canal de televisión GolTV por primera vez.

## Aspectos generales

### Modalidad
El campeonato de Primera División constará de dos torneos: Apertura y Clausura; y cada uno con una Fase Final. Los Torneos se jugarán en un solo grupo de 20 equipos, todos contra todos a una vuelta cada uno, con tabla de clasificación independiente. Los mejores 8 en cada torneo Clasifican una liguilla para definir al campeón.
Al final de la temporada, los cuatro equipos con menor puntaje en la tabla acumulada descienden a la Segunda División de Venezuela.

### Relevos

#### Para el Apertura y Clausura
| Club          | Ascendido como                  |
| ------------- | ------------------------------- |
| Monagas SC    | Campeón Torneo de Adecuación    |
| Deportivo JBL | Subcampeón Torneo de Adecuación |

| Club                       | Descendido como          |
| -------------------------- | ------------------------ |
| Metropolitanos Fútbol Club | 19° Torneo de Adecuación |
| Tucanes de Amazonas        | 20° Torneo de Adecuación |

## Clasificación a torneos continentales
La clasificación a las distintas Copas Internacionales será de la siguiente manera: